# Álex Pastrana
Álex Pastrana (Caracas, Venezuela; 12 de febrero de 1992) es un actor español conocido principalmente por su papel de Ulises en Bienvenidos a Edén de la primera temporada y Raúl en Élite de la sexta temporada.

## Biografía
Álex Pastrana nació el 12 de febrero de 1992 en Caracas, Venezuela. Con un año de edad, se mudó con sus padres a España. En el colegio lo pasó mal. Era un chico tímido, introvertido y le hicieron bullying. Él sentía que no podía ser quien es actualmente. Estudió Ingeniería y se marchó de Erasmus a París en 2017. Finalmente lo dejó para centrarse verdaderamente en lo que le apasiona: el mundo de la interpretación Lo descubrió tras apuntarse a una escuela de cine y de teatro en Madrid, empezó como una innovación y no como algo que posteriormente sería su profesión. Estudió interpretación en el Estudio Corazza, y empezó como actor en la obra de teatro “Donde mueren las palabras” en 2019. En 2022 pasó al cine y a la televisión, realizando diversas series como “La jefa” (protagonizando el papel de Nacho), “Bienvenidos a Edén” (realizando el papel de Ulises Gracia Delgado) o “Élite” (realizando el papel de Raúl). Pertenece a la compañía actoral Delphoss Actores Le encanta practicar fútbol, snowboard y surf.

## Trayectoria como actor
En Bienvenidos a Edén fue uno de los personajes principales de la primera temporada pero su papel en esa serie finalizó al morir su personaje. Pero todo no fue fácil, ya que le costó lograr el papel de Ulises en esa serie. En 2020 le salió una oportunidad para realizar una prueba para la serie mientras estudiaba en Estudio Corazza. Él no conocía prácticamente ningún detalle debido a que la productora de la serie no quería que se filtrase ninguna información a ningún medio. Lo primero que tuvo que hacer Álex Pastrana fue hacer un selftape (auto grabación de castings a distancia) reproduciendo algunas frases de los personajes de la serie. Al cabo de un mes, tuvo que hacer otro selftape y esperar otro mes hasta que volviesen a contactar con él. Mientras esperaba la respuesta, él acabó sus estudios en Corazza, y cada vez era mayor su necesidad de encontrar trabajo. En cambio, después de un mes recibió la respuesta que tanto esperaba y fue convocado a realizar la última prueba del casting en persona. Finalmente le cogieron y fue el protagonista de la primera temporada de dicha serie.
Tras realizar su primer gran papel interpretativo en Bienvenido a Edén, Álex Pastrana fue escogido en 2022 para formar parte de la plantilla de actores de la serie de Netflix La Jefa. Un papel con el que logró obtener un mayor reconocimiento entre el público y los grandes equipos directivos. Meses después, fue escogido para protagonizar un papel en la famosa serie de Netflix (es un servicio de streaming que funciona a través de registro y permite a sus clientes ver distintas series y películas en cualquier artilugio conectado a Internet), Élite, en la sexta temporada. Interpretó a Raúl, un joven que se dedica al mundo de las redes y que tiene un papel polémico ya que representa situaciones que actualmente ocurren en la vida real. Durante todos estos años como actor, Álex Pastrana ha demostrado que con esfuerzo y dedicación que los sueños se pueden hacer realidad.

## Filmografía
| Año       | Título             | Rol    | Notas                                                                  |
| --------- | ------------------ | ------ | ---------------------------------------------------------------------- |
| 2022      | La jefa            | Nacho  | Elenco principal, película                                             |
| 2022—2023 | Bienvenidos a Edén | Ulises | Elenco principal, serie de TV Netflix (10 episodios)                   |
| 2022—2023 | Élite              | Raúl   | Elenco principal, serie de TV Netflix (temporada 6 y 7) (16 episodios) |